# Jeffrey Morgan (Musiker)
Jeffrey Morgan (* 20. März 1954 in Spokane, Washington) ist ein US-amerikanischer Jazz-Musiker (Klavier, Soprano-, Tenor- und Alt-Saxophon, Altklarinette, Trompete und Flöte) und Komponist. Er lebt und arbeitet seit 1991 in Köln und zählt zu den Vertretern des Free Jazz.

## Leben
1973 begann Jeffrey Morgan sein Studium der Performing Arts (Musik, Tanz und Theater) und Ethno-Musikwissenschaften am Evergreen State College in Olympia, Washington. Nachdem er vier Jahre später sein Studium beendet hatte, versuchte er sich als Schauspieler, Theaterregisseur und Dirigent, dabei entstanden mehrere interdisziplinäre Arbeiten wie „It's Only Money“, „Cash“, „Transient Landscapes“ and „Mykrocozym“. 1982 gründete Morgan die Musiktheater-Performance-Gruppe „Presto Chango“. 1984 wurde er einer der Gründer der Gruppe „NAO“ (New Art Orchestra) und komponierte für diese das Werk „Opera for the Milliard Millennium“. 1987 folgte der Umzug nach Birmingham (Alabama), wo er mit der Musikerin Ladonna Smith und der Tänzerin Susan Hefner zusammenarbeite. Ein Jahr später folgte eine Europa-Tournee mit dem in Seattle gegründeten Musiktrio „Clank“.
1991 zog Morgan nach Köln und arbeitete intensiv auf dem Gebiet der Improvisierten Musik. Er wurde zu verschiedenen Festivals in ganz Europa eingeladen und arbeitete u. a. mit Alan Silva, Keith Rowe, Peter Kowald, Paul Lytton, Bert Wilson und Xu Fengxia zusammen. Zudem veranstaltete Morgan mehrere Jahre lang in seiner neuen Heimatstadt „Drang in Klang“ im „Loft“. 1994 gründete er in Köln einen offenen Workshop für konzeptionelle Komposition und Improvisation, woraufhin er nach Bielefeld, Hamburg, Lissabon, Leeds und Wuppertal eingeladen wurde, um dort ebenfalls als Leiter von Workshops tätig zu sein. Außerdem komponierte er 1994 die interdisziplinäre Arbeit „In the Shadow of the Gambler“, die in Köln und Krefeld aufgeführt wurde. In Kopenhagen leitete er drei Projektklassen an einer weiterführenden Schule mit Schwerpunkt auf dem kreativen Prozess bei Installationen und Performances (Projekte: „Elements“, „Haunted House“ und „N-Station“). Gegenwärtig konzentriert er sich auf nicht-idiomatisch gebundene Improvisationen.

## Diskografie (Auswahl)
- White Smoke (2012) - with Mike Goyvearts and Willy Von Buggenhout
- Room 2 Room (2009) - with Lawrence Casserley
- Ritual Space Solo Piano Works (CD Konnex) 2005
- Terra Incognita – Duo w/ Paul Lytton (CD Konnex) 2004
- Avenue X – Quartet w/ Capote (CD Ninth World) 2003
- Take No Prisoners – Duo w/ Bert Wilson (CD Konnex) 2003
- Dubbel Duo – Quartet w/ André Goudbeek, Peter Jacquemyn, Peter Kowald (CD Konnex) 2002
- Magnetic Fields – Duo w/ Bert Wilson (CD FMO) 2002
- Quartz & Crow Feather – Solo Alto Saxophone + Violin (CD Headlights) 2000
- Sign of the Raven – Trio w/ Peter Jacquemyn + Mark Sanders (CD Ueton) 2000
- Electroshock – I Woke Up Braindead - Quintet (CD Ueton) 1999
- Dial: Log-Rhythm – Duo w/ Keith Rowe (CD Matchless) 1999
- Near Vhana – Duo w/ Joker Nies (CD Ninth World) 1997
- Snake Eyes – Duo w/ Joker Nies (CD Random Acoustics) 1995
- Quasar-Mach – Solo + Ensemble Works (LP AuRoar) 1983